# 福島県道282号十日市矢吹線
福島県道282号十日市矢吹線（ふくしまけんどう282ごう とおかいちやぶきせん）は、福島県白河市から西白河郡矢吹町に至る一般県道である。

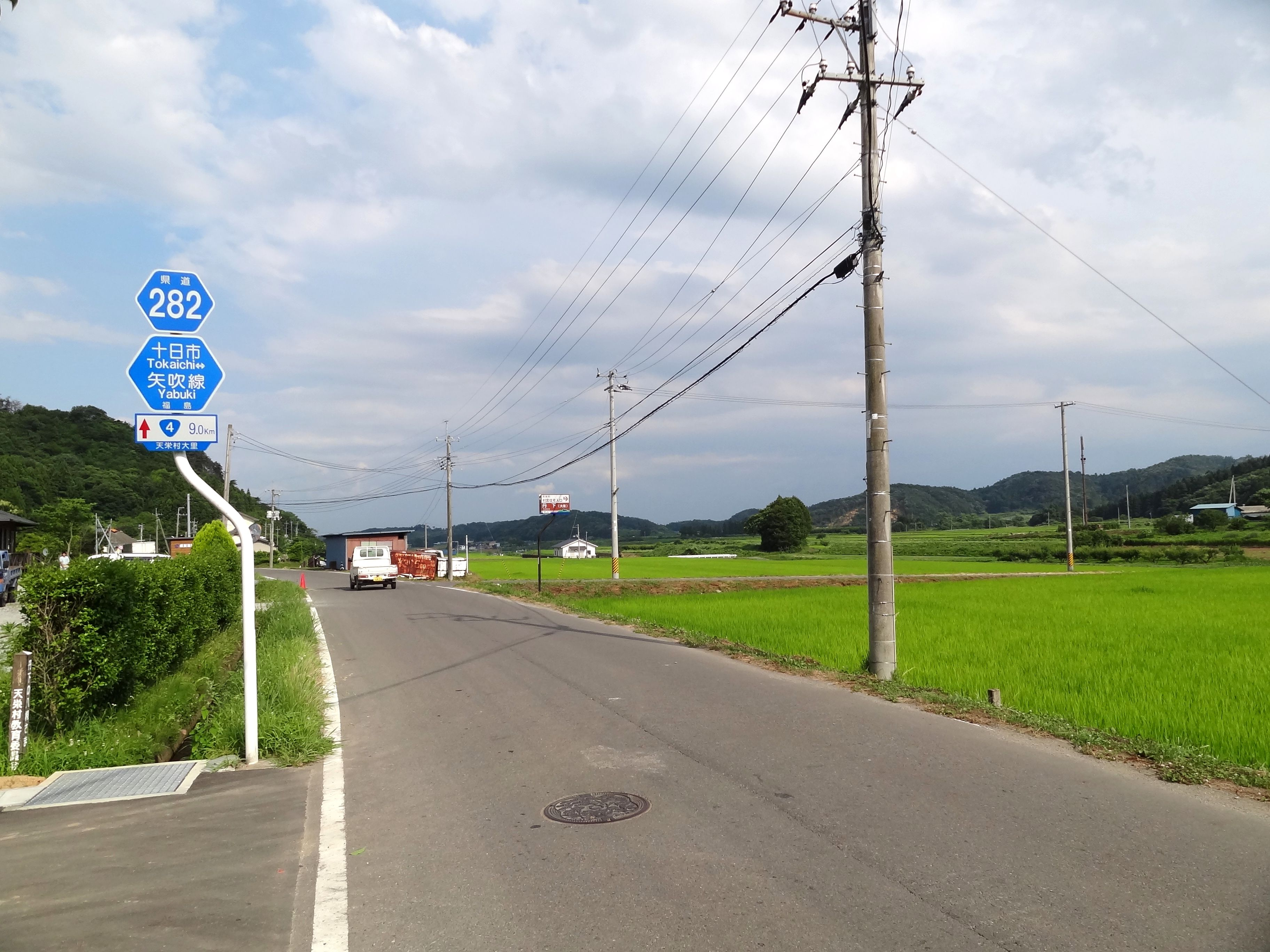
岩瀬郡天栄村大字大里付近

## 路線概要
- 起点：白河市大信隈戸字屋敷前61（福島県道58号矢吹天栄線交点）
- 終点：西白河郡矢吹町滝八幡（国道4号交点）
- 延長：15.642km
  - 実延長：12.847km[1]

### 重用路線
- 福島県道55号郡山矢吹線・福島県道108号矢吹堀込線（岩瀬郡天栄村高林字日照田～西白河郡矢吹町滝八幡（終点））

### 冬期交通不能区間
- 白河市大信隈戸字鶴ヶ岩～岩瀬郡天栄村大里字向坂（延長2.4km）

## 沿革
- 1951年8月31日 - 福島県によって県道路線に認定される[2]
- 2018年2月27日 - 重用区間である福島県道55号郡山矢吹線の天栄村高林地区のバイパス開通により当路線の経路が変更となる。集落内に至る旧道は村道へ移管された[3]

## 通過する自治体
- 白河市 - 岩瀬郡天栄村 - 西白河郡矢吹町

## 接続・交差する道路
- 白河市内
  - 福島県道58号矢吹天栄線（大信隈戸字屋敷前 起点）
- 天栄村内
  - 国道294号（大里字宮下）
  - 福島県道55号郡山矢吹線 郡山方面（福島県道108号矢吹堀込線 堀込方面重用区間）（高林字日照田）
- 矢吹町内
  - 国道4号（滝八幡（柿ノ内交差点） 終点）

## 沿線
- 安養寺の一里塚跡
- 矢吹病院